# The Calamari Wrestler
The Calamari Wrestler (titolo giapponese: Ika resuraa) è un film del 2004 diretto da Minoru Kawasaki.
La pellicola ha tra i suoi interpreti Kana Ishida e Osamu Nishimura. La trama comico-realistica riguarda un lottatore professionista che, colpito da un male incurabile, si trasforma in una creatura simile a un calamaro. Ottiene il successo sul ring, ma cerca disperatamente apprezzamenti al di fuori di esso.

## Trama
La trama ruota attorno a un wrestler professionista che, dopo aver sviluppato una malattia terminale, diventa una gigantesca creatura simile a un calamaro. Così trasformato, deve combattere per reclamare la sua vita precedente sia dentro che fuori dal ring.